# The Unperverted Pantomime?
The Unperverted Pantomime? – album kompilacyjny brytyjskiej grupy Killing Joke, wydany 6 października 2003 roku nakładem Alchemy Entertainment Ltd. W 2006 ukazała się reedycja płyty nakładem KJ Records / Killing Joke Music Ltd.
Mimo tytułu niemal identycznego do The Unperverted Pantomime z 1982 roku, na ten album składają się inne nagrania.

## Lista utworów
(Alchemy Entertainment Ltd, nr katalogowy pilot158)
1. "Nervous System (Malicious single)"
2. "Pssyche (Malicious single)"
3. "Follow the Leaders (original)"
4. "Change (Capital Radio 30.1.80)"
5. "Are You Receiving? (Capital Radio 30.1.80)"
6. "Complications (Capital Radio 30.1.80)"
7. "Wardance (Malicious single)"
8. "The Wait (Basing Street demo)"
9. "Nervous System (live)"
10. "Animal (live)"
11. "Change (live)"
12. "Nuclear Boy (live)"
13. "Malicious Boogie (live)"
14. "Wardance (live)"
15. "Are You Receiving? (live)"
16. "You're Being Followed (live)"